# Antonio Gonzales
Antonio Emiliano Gonzales Canchari, né le 16 mai 1986 à Lima, est un footballeur péruvien qui jouait au poste de milieu de terrain.

## Biographie

### Carrière en club
Formé à l'Universitario de Deportes, Antonio Gonzales fait ses débuts à l'América Cochayhuaco, club filiale de l'Universitario, en 2003. 
En 2006, il est promu en équipe première de l'Universitario où il réalise l'essentiel de sa carrière. Avec ce club, il remporte deux championnats du Pérou en 2009 et 2013 et participe à trois éditions de la Copa Libertadores en 2009, 2010 et 2014 (10 matchs en tout).
Il quitte l'Universitario en 2016, et après un passage furtif à l'Ayacucho FC, il recale à l'Universidad César Vallejo où il est vice-champion de 2e division en 2017. Parti au Sport Rosario en 2018, il met fin à sa carrière au Pirata FC en 2020.

### Carrière en sélection
International péruvien, Antonio Gonzales compte 10 matchs en équipe nationale entre 2010 et 2012. Il participe notamment à la Copa América 2011 où le Pérou atteint la 3e place.

## Palmarès

### En club
| Universitario de Deportes - Championnat du Pérou (2) : - Champion : 2009 et 2013. - Vice-champion : 2008. |  | Universidad César Vallejo - Championnat du Pérou D2 : - Vice-champion : 2017. |

### En équipe nationale
Pérou
- Copa América :
  - Troisième : 2011.